# Religia w województwie warmińsko-mazurskim
Religia w województwie warmińsko-mazurskim – artykuł zawiera listę kościołów i związków wyznaniowych działających na terenie województwa warmińsko-mazurskiego.

## Katolicyzm

### Kościół rzymskokatolicki
Obrządek łaciński
- Metropolia białostocka

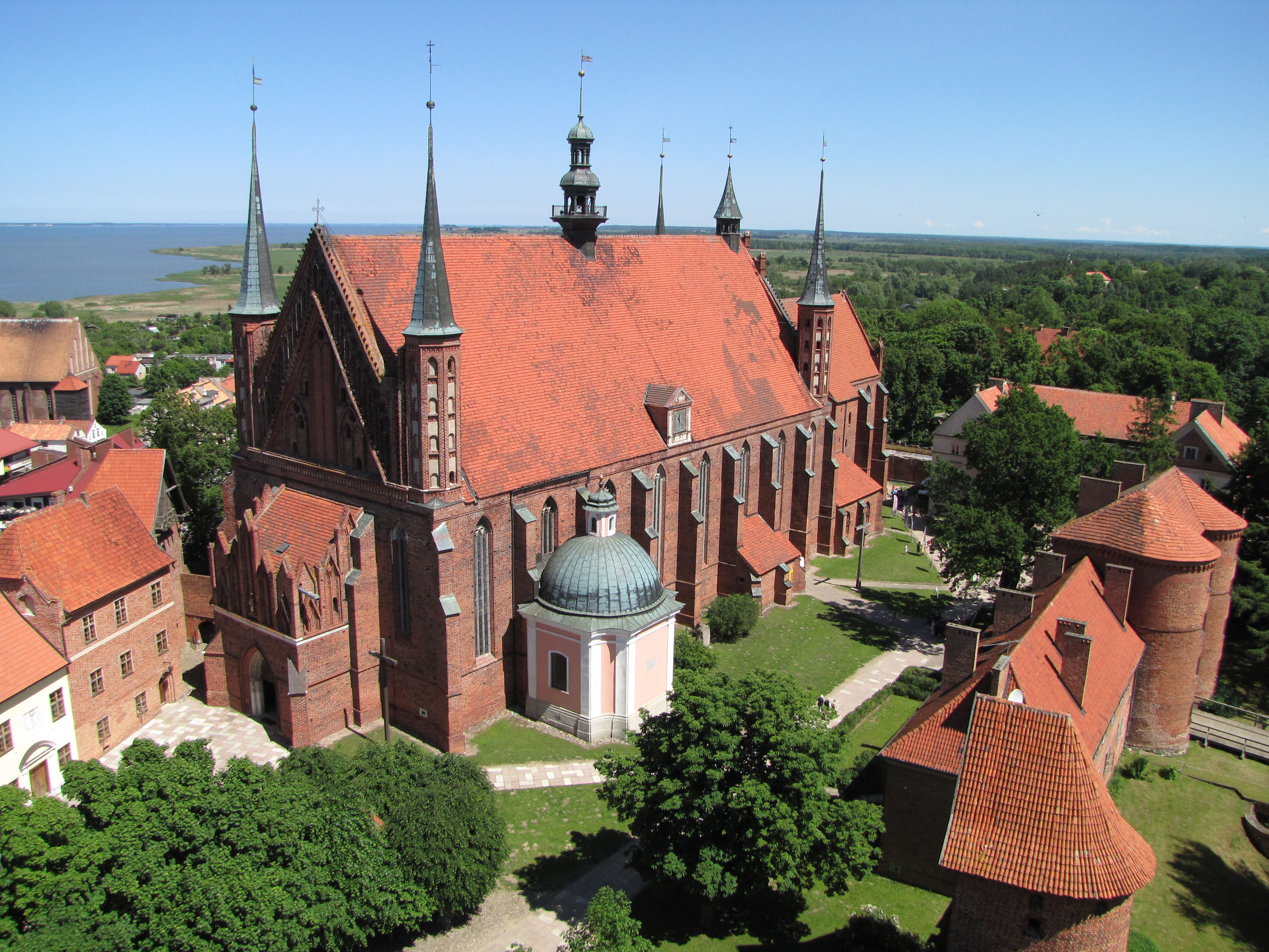
Bazylika archikatedralna Wniebowzięcia Najświętszej Maryi Panny i św. Andrzeja we Fromborku

  - Diecezja łomżyńska (część) – dekanat Myszyniec (część – 1 parafia)
- Metropolia gdańska
  - Diecezja toruńska (część) – dekanaty (w nawiasie liczba parafii): Działdowo (7); Nowe Miasto Lubawskie (8); Kurzętnik (8); Lidzbark Welski (7); Lubawa (8); Rybno Pomorskie (8)
- Metropolia warmińska (powstała 25 marca 1992)
  - Archidiecezja warmińska – dekanaty (w nawiasie liczba parafii): Barczewo (10); Bartoszyce (9); Biskupiec Reszelski (8); Braniewo (8); Dobre Miasto (7); Frombork (7), Górowo Iławeckie (9); Grunwald (10); Jeziorany (7); Kętrzyn I – Południowy Zachód (6); Kętrzyn II – Północny Wschód (8); Kozłowo (6); Lidzbark Warmiński (12); Łukta (5); Mrągowo I (6); Mrągowo II (7); Nidzica (7); Olsztyn I – Śródmieście (7); Olsztyn II – Zatorze (8); Olsztyn III – Gutkowo (9); Olsztyn IV – Jaroty (7); Olsztyn V – Kormoran (5); Olsztynek (8); Orneta (11); Ostróda – Wschód (9), Ostróda – Zachód (7); Pasym (7); Pieniężno (11); Reszel (10); Rozogi (8); Sępopol (6); Szczytno (część – 7 parafii); Świątki (7)
  - Diecezja elbląska (część) – dekanaty: Dzierzgoń (część – 2 parafie); Elbląg Południe (8); Elbląg Północ (11); Elbląg Śródmieście (7); Iława – Wschód (6); Iława – Zachód (6); Miłomłyn (6); Morąg (10); Pasłęk I (6); Pasłęk II (6); Susz (8)
  - Diecezja ełcka (część) – dekanaty: Biała Piska (8); Ełk – Matki Bożej Fatimskiej (7); Ełk – Miłosierdzia Bożego (7); Ełk – Świętej Rodziny (8); Filipów (część – 2 parafie); Giżycko – św. Krzysztofa (9); Giżycko – św. Szczepana Męczennika (7); Gołdap (7); Mikołajki (7); Olecko – Niepokalanego Poczęcia Najświętszej Maryi Panny (8); Olecko – św. Jana Apostoła (6); Pisz (11); Rajgród (część – 2 parafie); Węgorzewo (9)
- Metropolia warszawska
  - Diecezja płocka (część) – dekanaty: dzierzgowski (część – 2 parafie); żuromiński (część – 2 parafie)

Obrządek bizantyjsko-ukraiński
- Archieparchia przemysko-warszawska
  - Dekanat elbląski (część) – parafie: Braniewo; Elbląg; Iława; Morąg; Orneta; Ostróda; Pasłęk; Pęciszewo; Susz
  - Dekanat olsztyński (część) – parafie: Bartoszyce; Dobre Miasto; Górowo Iławeckie; Lelkowo; Lidzbark Warmiński; Olsztyn; Ostre Bardo; Pieniężno
  - Dekanat węgorzewski – parafie: Asuny; Bajory Małe; Banie Mazurskie; Chrzanowo; Giżycko; Kętrzyn; Kruklanki; Reszel; Węgorzewo; Wydminy

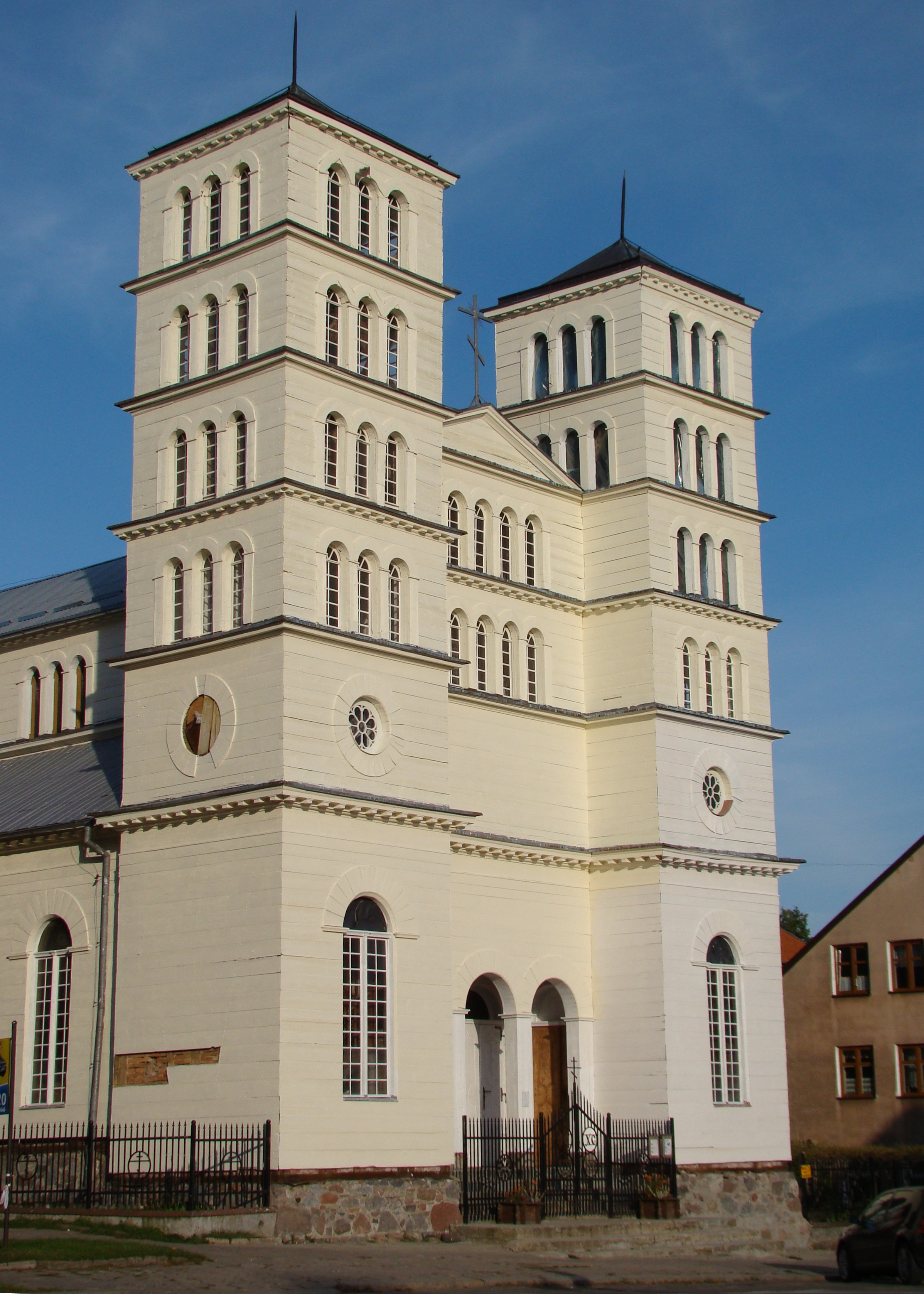
Cerkiew prawosławna Świętych Apostołów Piotra i Pawła w Lidzbarku Warmińskim

### Kościół Polskokatolicki
- Diecezja warszawska
  - Dekanat pomorsko-warmiński (część) – parafie: Elbląg; Olsztyn; Tolkmicko[1]

### Kościół Starokatolicki Mariawitów
- diaspora podlegająca pod parafię w Radzyminku.

## Prawosławie

### Polski Autokefaliczny Kościół Prawosławny
- Diecezja białostocko-gdańska
  - Dekanat Olsztyn – parafie: Giżycko; Górowo Iławeckie; Kętrzyn; Korsze; Kruklanki; Lidzbark Warmiński; Mrągowo; Olsztyn; Orłowo; Orzysz; Węgorzewo; Wojnowo
  - Dekanat Białystok (część) – parafia: Ełk
  - Dekanat Gdańsk (część) – parafie: Braniewo; Elbląg; Orneta (filia: Morąg); Pasłęk
  - Monaster: Wojnowo (żeński)[2]

### Wschodni Kościół Staroobrzędowy(staroobrzędowcy)
- Parafia: Wojnowo

## Protestantyzm

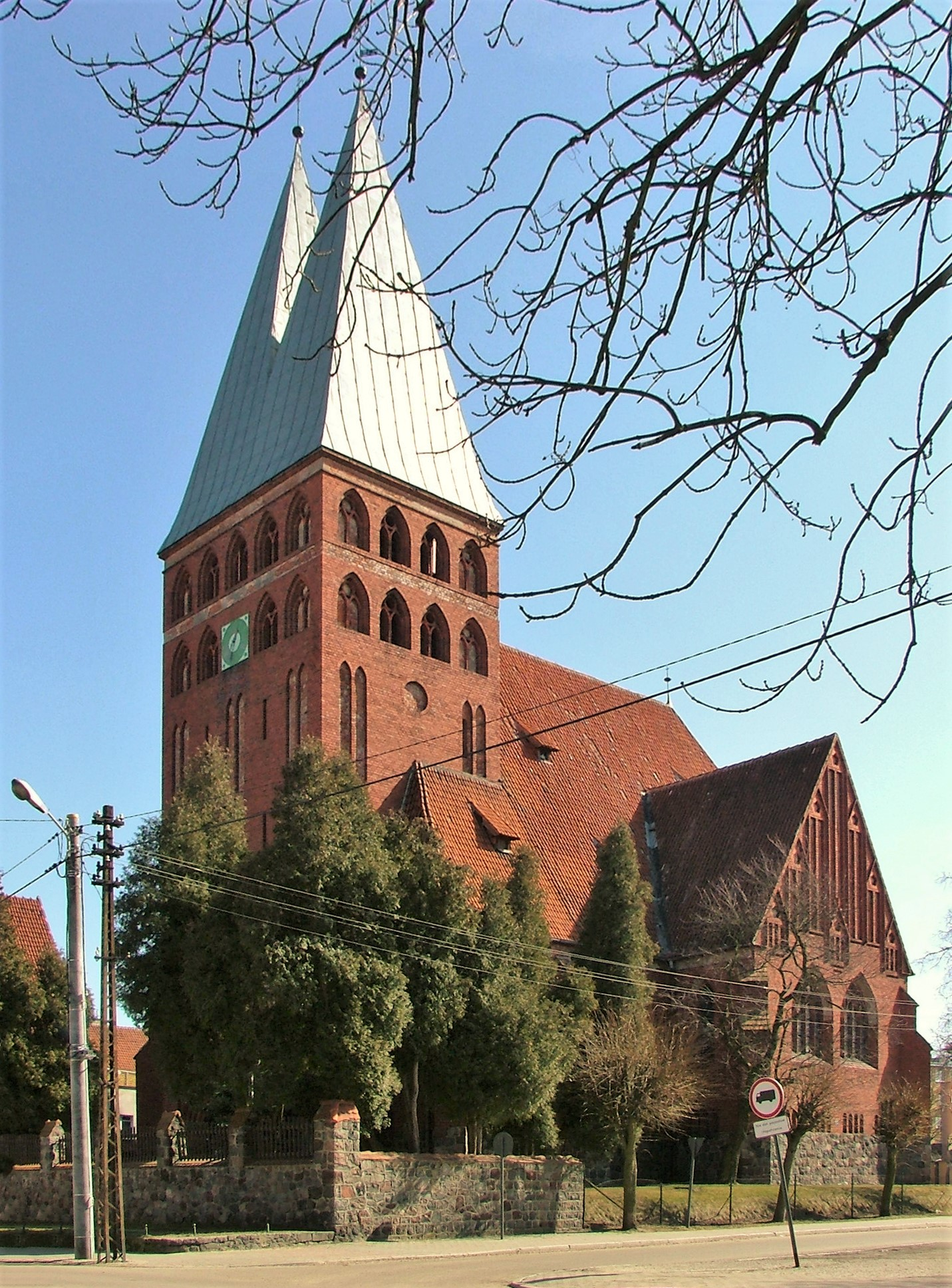
Kościół ewangelicki w Ostródzie
(użytkowany przez metodystów i luteranów)

### Luteranizm
- Kościół Ewangelicko-Augsburski
  - Diecezja mazurska (część)
    - Parafie: Działdowo (filiał – Lidzbark); Giżycko (filiały – Pozezdrze, Węgorzewo, Wydminy); Kętrzyn (filiały – Barciany, Bartoszyce, Brzeźnica, Koczarki, Srokowo); Mikołajki (filiał – Ukta); Mrągowo (filiały – Nawiady, Użranki); Nidzica (filiały – Gardyny, Jabłonka, Róg); Olsztyn (filiał – Olsztynek); Ostróda (filiały – Iława, Łęguty, Morąg, Pasłęk); Pasym (filiały – Dźwierzuty, Jedwabno); Pisz (filiały – Biała Piska, Wejsuny); Ryn (filiał – Sterławki Wielkie); Sorkwity (filiały – Biskupiec, Rasząg, Rybno); Szczytno (filiał – Rańsk)
    - Filiał: Gołdap (parafii w Suwałkach)

  - Diecezja pomorsko-wielkopolska (część) – parafia: Elbląg

### Metodyzm
- Kościół Ewangelicko-Metodystyczny
  - Okręg Mazurski (część) – parafie: Dąbrówno; Elbląg; Ełk; Gierzwałd; Glaznoty; Iława; Kraplewo; Lipowo; Łukta; Olsztynek; Ostróda; Piętki; Siemiany; Słonecznik; Stare Juchy[3]

### Baptyzm
- Kościół Chrześcijan Baptystów
  - Okręg Mazurski – zbory: Bartoszyce; Ełk; Giżycko; Kętrzyn; Olsztyn; Olsztynek; Ostróda; Szczytno; Nidzica; Węgorzewo[4]
  - Okręg Gdański (część) – zbory: Elbląg

### Kościoły Chrystusowe (Campbellici)
- Kościół Chrystusowy w RP – zbory: Gołdap; Lidzbark Warmiński; Lidzbark Welski; Nidzica; Olsztyn; Ostróda
- Kościół Chrystusowy w Polsce – zbór: Elbląg

### Ruch Zielonoświątkowy
- Kościół Zielonoświątkowy
  - Okręg północny (część) – zbory: Bartoszyce; Biskupiec; Elbląg; Frombork; Giżycko; Gołdap; Iława; Kętrzyn; Mikołajki; Morąg; Mrągowo; Olsztyn (2); Pasłęk; Pisz; Szczytno; Węgorzewo[5]
- Kościół Boży w Chrystusie (Centrum Chrześcijańskie „Droga” w Olsztynie) – zbory: Gołdap; Olecko; Olsztyn[6]
- Kościół Chrześcijan Wiary Ewangelicznej w RP – zbory: Elbląg; Kętrzyn
- Zbór Ewangelicznych Chrześcijan w Duchu Apostolskim – zbór: Ełk
- Kościół Chrześcijański „Słowo Wiary” – zbór: Ełk

### Adwentyzm
- Kościół Adwentystów Dnia Siódmego – zbory: Elbląg; Giżycko; Lidzbark Warmiński; Szczytno
- Kościół Chrześcijan Dnia Sobotniego – zbór: Elbląg

### Wspólnoty niezależne
- Wspólnota Chrześcijańska „Golgota” – zbór: Olsztyn[7]

## Restoracjonizm

### Świadkowie Jehowy
Na terenie województwa działalność kaznodziejską prowadzi 4996 (stan w 2011) głosicieli Świadków Jehowy. W grudniu 2023 na terenie województwa znajdowały się miejsca zebrań 49 zborów (w tym zbór rosyjskojęzyczny, grupa języka migowego oraz grupa posługująca się językiem romani (Polska)).
- Zbory (w nawiasie liczba zborów, gdy jest większa niż jeden): Bartoszyce (2), Braniewo, Dobre Miasto, Działdowo, Elbląg (4), Ełk (3), Giżycko (2), Gołdap, Iława (3), Kętrzyn (2), Kolonia, Lidzbark Warmiński, Lidzbark Welski, Lubawa, Miłomłyn, Mława, Morąg (2), Mrągowo, Nidzica, Nowe Miasto Lubawskie, Olsztyn (8), Olsztynek, Orneta, Orzysz, Ostróda (2), Pasłęk, Pasym, Pisz, Szczytno, Tolkmicko.

### Irwingianizm
- Kościół Nowoapostolski – zbory: Mrągowo; Ostróda

### Świecki Ruch Misyjny „Epifania”
- Zbory: Anglity; Długi Borek; Lichtajny; Lidzbark Warmiński.

Świecki Ruch Misyjny „Epifania” pojawił się na Mazurach w roku 1955 i skupiał około 70 osób, głównie ludności ukraińskiej, która zamieszkała w powiecie morąskim w wyniku przesiedlenia na skutek akcji „Wisła”. Powodowało to niechęć i nieufność miejscowej ludności.

## Buddyzm
- Buddyjski Związek Diamentowej Drogi Linii Karma Kagyu. Dwa tzw. ośrodki miejskie: Olsztyn i Elbląg[12]